# Кичисара
Кичисара — река в России, протекает в Ловозерском районе Мурманской области. Начинается в болотах на высоте 183,8 м над уровнем моря. Устье реки находится в 106 км по правому берегу реки Варзуга. Длина реки составляет 30 км, площадь водосборного бассейна 304 км². Протекает по заболоченной местности с севера на юг. В нижнем течении реки находятся пороги. Основной приток — река Болотная.

## Данные водного реестра
По данным государственного водного реестра России относится к Баренцево-Беломорскому бассейновому округу, водохозяйственный участок реки — реки бассейна Белого моря от западной границы бассейна реки Иоканга (мыс Святой Нос) до восточной границы бассейна реки Нива, без реки Поной. Речной бассейн реки — бассейны рек Кольского полуострова и Карелии, впадает в Белое море.
Код объекта в государственном водном реестре — 02020000212101000007790.